# Exilisia ocularis
Exilisia ocularis är en fjärilsart som beskrevs av De Toulgoët 1953. Exilisia ocularis ingår i släktet Exilisia och familjen björnspinnare. Inga underarter finns listade i Catalogue of Life.